# Wonderful Tonight
Wonderful Tonight is een nummer van de Britse zanger en gitarist Eric Clapton. Het nummer verscheen oorspronkelijk op zijn album Slowhand uit 1977. In november van dat jaar werd het nummer uitgebracht als de tweede single van het album.

## Achtergrond
Op 7 september 1976 schreef Clapton het nummer terwijl hij wacht op zijn vriendin Pattie Boyd die zichzelf klaarmaakt om naar een feest van Paul en Linda McCartney te gaan. Jaren nadat zij uit elkaar gingen, vertelde Boyd hierover: "Jarenlang knaagde het aan mij. Om Eric te hebben geïnspireerd, en George [Harrison] voor hem, het schrijven van zulke muziek was zo vleiend. "Wonderful Tonight" was de meest aangrijpende herinnering aan alles wat goed was in onze relatie, en toen het misging, was het een marteling om aan te horen." Later noemde zij haar autobiografie Wonderful Tonight: George Harrison, Eric Clapton, and Me naar het nummer. De vrouwelijke harmonieën op het nummer werden ingezongen door Marcella Detroit (destijds bekend als Marcy Levy) en Yvonne Elliman.
In de zomer van 1988 speelde Clapton tijdens de zeventigste verjaardag van Nelson Mandela als gastgitarist van Dire Straits. De groep kwam later het podium op als begeleidingsband tijdens "Wonderful Tonight". Naar aanleiding van dit optreden werd besloten om de liveversie van het nummer opnieuw op single uit te brengen.
In Nederland was deze liveversie op vrijdag 12 augustus 1988 Veronica Alarmschijf op Radio 3 en werd mede hierdoor een grote hit in de destijds twee hitlijsten op de nationale publieke popzender. De plaat bereikte de 3e positie in de Nederlandse Top 40 en de 2e positie in de Nationale Hitparade Top 100.
In België bereikte de plaat de 5e positie in de voorloper van de Vlaamse Ultratop 50 en de 6e positie in de Vlaamse Radio 2 Top 30.

## Covers, invloed en gebruik in de media
- Het nummer werd diverse malen gecoverd, waarbij de versie van de Britse R&B-groep Damage het meest succesvol was; deze versie behaalde de derde plaats in het Verenigd Koninkrijk en de 26e positie in Nederland.
- De band Suede ontleende er de inspiratie aan voor hun single Saturday Night.
- Het nummer kwam onder anderen voor in de film Captain Phillips en de laatste aflevering van het zesde seizoen van Friends.

## Hitnoteringen

### Eric Clapton

#### Nederlandse Top 40
| Hitnotering: 20-08-1988 t/m 05-11-1988 | Hitnotering: 20-08-1988 t/m 05-11-1988 | Hitnotering: 20-08-1988 t/m 05-11-1988 | Hitnotering: 20-08-1988 t/m 05-11-1988 | Hitnotering: 20-08-1988 t/m 05-11-1988 | Hitnotering: 20-08-1988 t/m 05-11-1988 | Hitnotering: 20-08-1988 t/m 05-11-1988 | Hitnotering: 20-08-1988 t/m 05-11-1988 | Hitnotering: 20-08-1988 t/m 05-11-1988 | Hitnotering: 20-08-1988 t/m 05-11-1988 | Hitnotering: 20-08-1988 t/m 05-11-1988 | Hitnotering: 20-08-1988 t/m 05-11-1988 | Hitnotering: 20-08-1988 t/m 05-11-1988 | Hitnotering: 20-08-1988 t/m 05-11-1988 |
| Week                                   | 1                                      | 2                                      | 3                                      | 4                                      | 5                                      | 6                                      | 7                                      | 8                                      | 9                                      | 10                                     | 11                                     | 12                                     |                                        |
| -------------------------------------- | -------------------------------------- | -------------------------------------- | -------------------------------------- | -------------------------------------- | -------------------------------------- | -------------------------------------- | -------------------------------------- | -------------------------------------- | -------------------------------------- | -------------------------------------- | -------------------------------------- | -------------------------------------- | -------------------------------------- |
| Nummer                                 | 17                                     | 7                                      | 6                                      | 4                                      | 3                                      | 3                                      | 3                                      | 6                                      | 11                                     | 16                                     | 28                                     | 31                                     | uit                                    |

#### Nationale Hitparade Top 100
| Hitnotering: 13-08-1988 t/m 12-11-1988 | Hitnotering: 13-08-1988 t/m 12-11-1988 | Hitnotering: 13-08-1988 t/m 12-11-1988 | Hitnotering: 13-08-1988 t/m 12-11-1988 | Hitnotering: 13-08-1988 t/m 12-11-1988 | Hitnotering: 13-08-1988 t/m 12-11-1988 | Hitnotering: 13-08-1988 t/m 12-11-1988 | Hitnotering: 13-08-1988 t/m 12-11-1988 | Hitnotering: 13-08-1988 t/m 12-11-1988 | Hitnotering: 13-08-1988 t/m 12-11-1988 | Hitnotering: 13-08-1988 t/m 12-11-1988 | Hitnotering: 13-08-1988 t/m 12-11-1988 | Hitnotering: 13-08-1988 t/m 12-11-1988 | Hitnotering: 13-08-1988 t/m 12-11-1988 | Hitnotering: 13-08-1988 t/m 12-11-1988 | Hitnotering: 13-08-1988 t/m 12-11-1988 |
| Week                                   | 1                                      | 2                                      | 3                                      | 4                                      | 5                                      | 6                                      | 7                                      | 8                                      | 9                                      | 10                                     | 11                                     | 12                                     | 13                                     | 14                                     |                                        |
| -------------------------------------- | -------------------------------------- | -------------------------------------- | -------------------------------------- | -------------------------------------- | -------------------------------------- | -------------------------------------- | -------------------------------------- | -------------------------------------- | -------------------------------------- | -------------------------------------- | -------------------------------------- | -------------------------------------- | -------------------------------------- | -------------------------------------- | -------------------------------------- |
| Positie                                | 66                                     | 17                                     | 4                                      | 3                                      | 2                                      | 2                                      | 3                                      | 3                                      | 5                                      | 7                                      | 10                                     | 29                                     | 36                                     | 54                                     | uit                                    |

#### NPO Radio 2 Top 2000
| Nummer met noteringen in de NPO Radio 2 Top 2000 | '99 | '00 | '01 | '02 | '03 | '04 | '05 | '06 | '07 | '08 | '09 | '10 | '11 | '12 | '13 | '14 | '15 | '16 | '17 | '18 | '19 | '20 | '21 | '22 | '23 | '24 |
| ------------------------------------------------ | --- | --- | --- | --- | --- | --- | --- | --- | --- | --- | --- | --- | --- | --- | --- | --- | --- | --- | --- | --- | --- | --- | --- | --- | --- | --- |
| Wonderful Tonight                                | 91  | 214 | 116 | 156 | 180 | 150 | 124 | 153 | 191 | 146 | 251 | 239 | 274 | 349 | 321 | 325 | 361 | 392 | 383 | 455 | 461 | 497 | 458 | 581 | 637 | 631 |

1. ↑  Een vetgedrukt getal geeft de hoogste notering aan.

### Damage

#### Nederlandse Top 40
| Hitnotering: 05-07-1997 t/m 26-07-1997 | Hitnotering: 05-07-1997 t/m 26-07-1997 | Hitnotering: 05-07-1997 t/m 26-07-1997 | Hitnotering: 05-07-1997 t/m 26-07-1997 | Hitnotering: 05-07-1997 t/m 26-07-1997 | Hitnotering: 05-07-1997 t/m 26-07-1997 |
| Week                                   | 1                                      | 2                                      | 3                                      | 4                                      |                                        |
| -------------------------------------- | -------------------------------------- | -------------------------------------- | -------------------------------------- | -------------------------------------- | -------------------------------------- |
| Nummer                                 | 32                                     | 26                                     | 31                                     | 38                                     | uit                                    |

#### Mega Top 100
| Hitnotering: 21-06-1997 t/m 23-08-1997 | Hitnotering: 21-06-1997 t/m 23-08-1997 | Hitnotering: 21-06-1997 t/m 23-08-1997 | Hitnotering: 21-06-1997 t/m 23-08-1997 | Hitnotering: 21-06-1997 t/m 23-08-1997 | Hitnotering: 21-06-1997 t/m 23-08-1997 | Hitnotering: 21-06-1997 t/m 23-08-1997 | Hitnotering: 21-06-1997 t/m 23-08-1997 | Hitnotering: 21-06-1997 t/m 23-08-1997 | Hitnotering: 21-06-1997 t/m 23-08-1997 | Hitnotering: 21-06-1997 t/m 23-08-1997 | Hitnotering: 21-06-1997 t/m 23-08-1997 |
| Week                                   | 1                                      | 2                                      | 3                                      | 4                                      | 5                                      | 6                                      | 7                                      | 8                                      | 9                                      | 10                                     |                                        |
| -------------------------------------- | -------------------------------------- | -------------------------------------- | -------------------------------------- | -------------------------------------- | -------------------------------------- | -------------------------------------- | -------------------------------------- | -------------------------------------- | -------------------------------------- | -------------------------------------- | -------------------------------------- |
| Positie                                | 60                                     | 26                                     | 32                                     | 31                                     | 33                                     | 44                                     | 47                                     | 55                                     | 74                                     | 93                                     | uit                                    |